# Beybienkoa ilukanensis
Beybienkoa ilukanensis är en kackerlacksart som beskrevs av Roth, L. M. 1991. Beybienkoa ilukanensis ingår i släktet Beybienkoa och familjen småkackerlackor. Inga underarter finns listade.